# الشياطين 3
الشياطين السود Black Demons  (أو كما تم تسميته عند اصداره الشياطين 3 Demoni 3 ) هوفيلم رعب ايطالي اصدر عام 1991  اخرج من قبل امبيرتو لينزي, و كتب من قبل لينزي و زوجته اولغا بيهار.

## ملخص القصة
ثلاث طلاب جامعيين امريكيين ديك و اخته جيسيكا و حبيبها الجنوب أفريقي كيفين, يسافرون عبر البرازيل لكي يحظوا بعطلة عندما يقوم ديك بحضور طقوس غريبة للفودو و التي تطور قوى غريبة.
فيما بعد تتعطل سيارتهم الجيب بقرب مزرعة صغيرة في الادغال خارج مدينة ريو,ثم تبدأ الاحداث الغريبة بالحصول معهم.

## روابط خارجية
- الشياطين 3 على موقع IMDb (الإنجليزية)
- الشياطين 3 على موقع ألو سيني (الفرنسية)
- الشياطين 3 على موقع Turner Classic Movies (الإنجليزية)
- الشياطين 3 على موقع أول موفي (الإنجليزية)
- الشياطين 3 على موقع فيلمافينيتي (الإسبانية)
- الشياطين 3 على موقع قاعدة بيانات الفيلم (الإنجليزية)
- الشياطين 3 على موقع ليتربوكسد (الإنجليزية)
- الشياطين 3 على موقع كينوبويسك (الروسية)